# Enskiftet

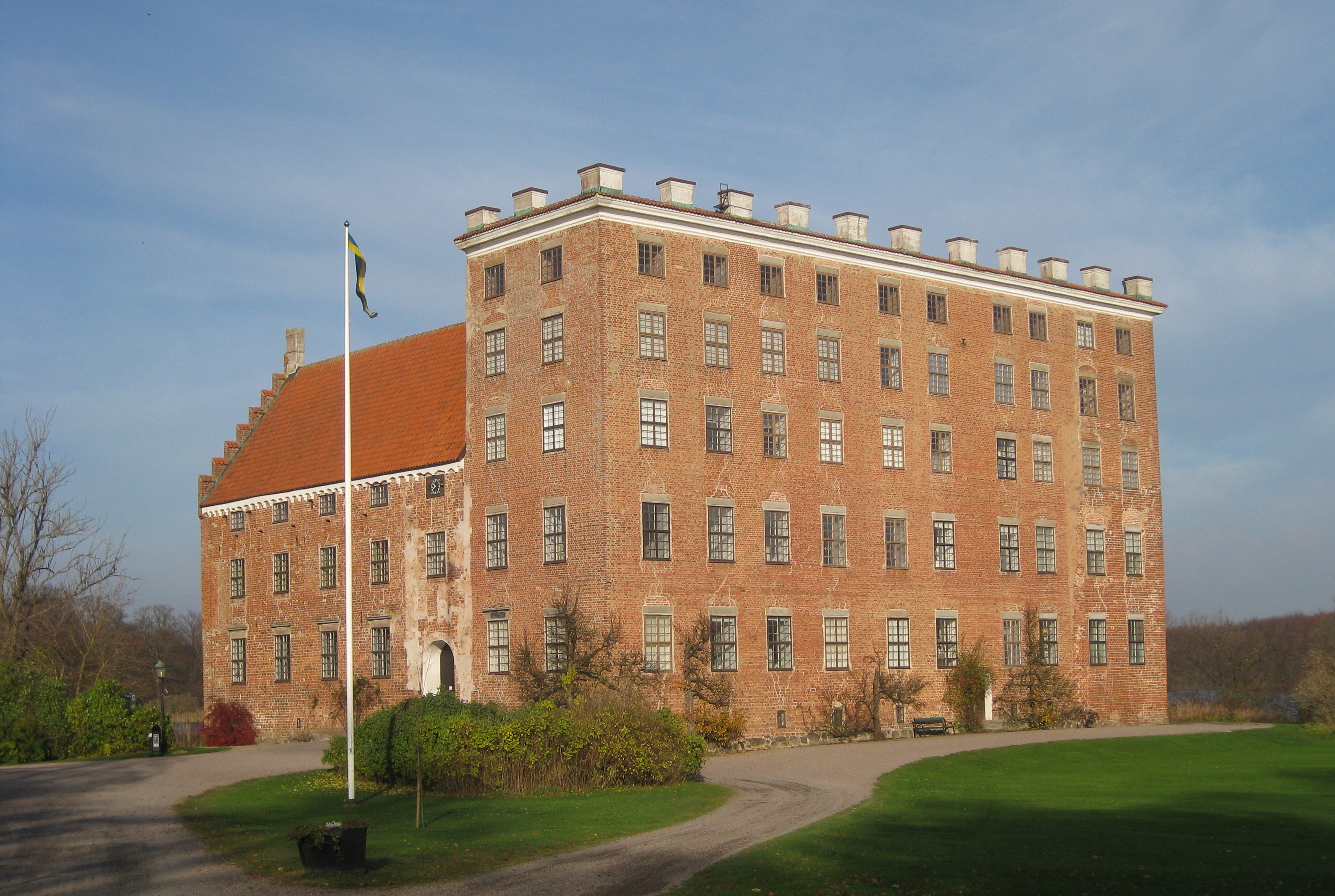
Svaneholms slott

Enskiftet var en jordreform som genomfördes i Skåne från slutet av 1700-talet och under 1800-talets första decennier. Under skiftet slogs tegar samman så att varje bonde fick ett fåtal sammanhängande åkrar. Det följde på storskiftet och var betydligt mera radikalt. Det kom i sin tur att följas av laga skifte från 1827, då de önskade resultaten inte hade uppnåtts. 

## Bakgrund
Rutger Macklean brukar nämnas som enskiftets upphovsman. Det första enskiftesprojektet utfördes i praktiken av lantmätaren Carl Gideon Wadman, som på Mackleans uppdrag genomförde enskiftet i byarna under Svaneholms slott i Skurups socken i Skåne. Det första av Wadmans skiften, av Skurups by 1783, brukar kallas det första enskiftet men var i själva verket ett ovanligt lyckat exempel på storskifte. Macklean tvingade 1785 samtliga 701 personer som brukade hans jord att lämna sina hem och hus för att bygga nya gårdar mitt i de stora åkergärdena, där de fick 40 tunnland jord per gård. Resultatet för brukarna blev att de slapp flytta sig mellan 53 olika åkertegar och i stället kunde bruka en enda stor sammanhängande åker. Av de 701 berörda valde dock 102 att säga upp sina arrenden och lämna Svaneholm.

## Genomdrivande
Reformen blev för Svaneholms del mycket lyckad och skapade förutsättningar för en befolkningstillväxt. År 1802 hade befolkningen på godsets ägor ökat till 1 400 personer, det vill säga en fördubbling. Kunglig förordning om enskifte för Skåne i sin helhet utfärdades 1803. Även för Skåne i stort blev enskiftesreformen lyckad, eftersom den lämpade sig väl för ett enhetligt slättlandskap. 
Enskifte förordnades för Skaraborgs län 1804 och för Sverige (med Finland) i sin helhet år 1807. I dessa delar av Sverige var landskapet mer differentierat och enskiftet betydligt svårare att genomföra beroende på bruten terräng och ojämn jordkvalitet. Så genomfördes till exempel endast 185 enskiftesförrättningar i hela Östergötland. Det blev därför den andra i raden av skiftesreformer som i ett riksperspektiv inte blev riktigt vad man hade tänkt sig. Enskiftet följdes därför 1827 av laga skiftet.
I Danmark genomfördes en liknande reform, men i stället för utflyttningar försökte man behålla byarna så långt det gick efter "tårtbitsprincipen", där gårdens största arealer hamnade längst bort från gården. I Sverige skedde en uppdelning av motsvarande princip vid vissa tillfällen men var långt ifrån lika vanlig som i Danmark.

## Följder
Enskiftet ledde till att gamla byar upplöstes och byggnaderna flyttades ut på de nya ägorna. Vid tvister om vilka som skulle flytta ut ur byn var det enligt förordningen den som ägde de bästa byggnaderna som fick stanna kvar. De utflyttande fick i stället understöd till nybyggnader både från de andra byamännens och från statens sida inom vissa gränser.
Med utflyttningen ur byarna följde nästan alltid nyodling, i synnerhet av sådana utmarker som låg mellan åkertegar, vilka nu tilldelats en och samma ägare. Denna jordreform är alltså en av de främsta orsakerna till den svenska åkerjordens ökning. Då jorden nu kom att ligga mer samlad blev den inte så tungbrukad: det krävdes inte så många körslor som förr. Därför behövde bönderna inte hålla så många hästar utan kunde lägga mer an på ladugårdsskötseln.
Särskilt den skånska slätten förändrades på ett genomripande sätt av enskiftet. Landskapet här förändrade utseende nästan till oigenkännlighet genom de vita bondgårdar, omgivna av trädgårdar, som nu växte upp ute bland åkerfälten. Väldiga kärrmarker dikades ut och förvandlades till bördiga skördefält, och efter en mansålder kunde den skånska jorden föda dubbelt så många människor som förut.